# Ryszard Komornicki
Ryszard Komornicki (nacido el 14 de agosto de 1959 en Ścinawa) es un antiguo futbolista polaco y el actual entrenador del FC Luzern suizo.
- Datos: Q1382556